# 363. Infanterie-Division (Wehrmacht)
Die 363. Infanterie-Division war ein deutscher Großverband, der im Zweiten Weltkrieg aufgestellt wurde.

## Geschichte

### Aufstellung mit Resten der 339. ID
Die 363. Infanterie-Division wurde als Division der 21. Aufstellungswelle am 28. Dezember 1943 durch den Wehrkreis IX im Generalgouvernement Polen aufgestellt. Hierzu wurden die nach der Zerschlagung der 339. Infanterie-Division an der Ostfront noch verfügbaren Truppenteile (Stab und Rahmentruppen) herangezogen. Ergänzungen kamen von anderen abgekämpften Divisionen (insbesondere von der 161. ID) und auch neue Rekruten wurden zur Auffüllung der Verbände zugeführt.
Es bildeten sich:
- Divisionsstab 363 aus Stab 339
- Nachrichten Abteilung 363 aus Nachrichten Abteilung 339
- Gren.Rgt. 957 – dabei II./halber Stab vom Gren.Rgt. 692 und Res.Gren.Btl. 468
- Gren.Rgt. 958 – dabei II./halber Stab vom Gren.Rgt. 692 und III./Gren.Rgt. 364
- Gren.Rgt. 959 – dabei II./Stab vom Gren.Rgt. 351 und III./Gren.Rgt. 336
- Div.Füs.Btl. 363
- Art.Rgt. 363 aus Stab/Art.Rgt. 339 und den Stäben der Abteilungen I./339, I./241, III./241 und II./208
- Divisionseinheiten 363 stammten teils von 339. ID

### Verlegung nach Dänemark
Auf dem Truppenübungsplatz Schieratz im Wehrkreis XXI noch immer in Aufstellung befindlich, erhielt die Division am 4. März 1944 den Befehl nach Dänemark zu verlegen. Die Verlegung erfolgte am 16. März 1944.

### Operation Overlord
Nach der Landung der Alliierten in der Normandie erfolgte im Juli 1944 die kurzfristige Verlegung nach Nordfrankreich zur Abwehr der Invasionsstreitkräfte. Hierbei wurde der Verband im Raum Rouen zuerst der 15. Armee der Heeresgruppe B zur besonderen Verfügung gestellt.

### Vernichtung
Der Kampfeinsatz im August 1944 beim LXXXIV. (84.) Armeekorps der 7. Armee führte zur Zerschlagung und letztlich wurde die Division im Kessel von Falaise in Frankreich vollständig aufgerieben.

## 363. Volksgrenadier-Division

### Aufstellung durch Umbenennung
Am 17. September 1944 wurde die Division als 363. Volksgrenadier-Division durch den Befehlshaber des Ersatzheeres erneut aufgestellt. Auf dem Truppenübungsplatz Wildflecken wurde hierzu die 566. Volksgrenadier-Division umbenannt.
Der Panzerjäger-Abteilung der Division wurden im September 1944 für eine Neuausrüstung vierzehn Jagdpanzer 38 zugeteilt.
Schon im Oktober wurde die Division im Raum Arnheim im Verband des XII. (12.) SS-Korps der 1. Fallschirm-Armee bei der Heeresgruppe B gegen britische Streitkräfte eingesetzt. Im November wechselte die Unterstellung zum II. (2.) SS-Korps. Im Dezember 1944 wurde der Verband immer noch im Raum Arnheim zur besonderen Verfügung der Heeresgruppe H der 1. Fallschirm-Armee gehalten.
Im Januar wurde die Division zum LXXXI. (81.) Armeekorps der 15. Armee im Raum Aachen/Düren überstellt, wo man nun den Vorstoß amerikanischer Streitkräfte auf Köln verhindern wollte. Am 5. März gingen die letzten deutschen Kräfte auf die rechte Rheinseite über.
Die letzten Kämpfe sah der Verband im Rahmen des XII. SS-Korps bei der 5. Panzer-Armee im Raum zwischen Rhein und Ruhr.

### Kapitulation
Diese geriet im April 1945 im Ruhrkessel in US-amerikanische Kriegsgefangenschaft.